# Williamson (West Virginia)
Williamson is een plaats (city) in de Amerikaanse staat West Virginia, en valt bestuurlijk gezien onder Mingo County.

## Demografie
Bij de volkstelling in 2000 werd het aantal inwoners vastgesteld op 3414.
In 2006 is het aantal inwoners door het United States Census Bureau geschat op 3158, een daling van 256 (-7,5%).

## Geografie
Volgens het United States Census Bureau beslaat de plaats een oppervlakte van
8,6 km², geheel bestaande uit land. Williamson ligt op ongeveer 200 m boven zeeniveau.

## Plaatsen in de nabije omgeving
De onderstaande figuur toont nabijgelegen plaatsen in een straal van 24 km rond Williamson.